# Sainte-Colombe-la-Commanderie
Sainte-Colombe-la-Commanderie és un municipi francès situat al departament de l'Eure i a la regió de Normandia. L'any 2007 tenia 646 habitants.

## Demografia

### Població
El 2007 la població de fet de Sainte-Colombe-la-Commanderie era de 646 persones. Hi havia 240 famílies de les quals 44 eren unipersonals (20 homes vivint sols i 24 dones vivint soles), 76 parelles sense fills, 108 parelles amb fills i 12 famílies monoparentals amb fills.
La població ha evolucionat segons el següent gràfic:
Habitants censats

### Habitatges
El 2007 hi havia 264 habitatges, 244 eren l'habitatge principal de la família, 9 eren segones residències i 11 estaven desocupats. 255 eren cases i 5 eren apartaments. Dels 244 habitatges principals, 213 estaven ocupats pels seus propietaris, 28 estaven llogats i ocupats pels llogaters i 3 estaven cedits a títol gratuït; 14 tenien dues cambres, 26 en tenien tres, 73 en tenien quatre i 131 en tenien cinc o més. 181 habitatges disposaven pel capbaix d'una plaça de pàrquing. A 107 habitatges hi havia un automòbil i a 127 n'hi havia dos o més.

### Piràmide de població
La piràmide de població per edats i sexe el 2009 era:
| Homes | Edats   | Dones |
| ----- | ------- | ----- |
| 0     | 95 o +  | 0     |
| 0     | 90 a 94 | 0     |
| 4     | 85 a 89 | 4     |
| 4     | 80 a 84 | 0     |
| 0     | 75 a 79 | 20    |
| 8     | 70 a 74 | 4     |
| 12    | 65 a 69 | 4     |
| 16    | 60 a 64 | 16    |
| 20    | 55 a 59 | 20    |
| 12    | 50 a 54 | 20    |
| 12    | 45 a 49 | 8     |
| 16    | 40 a 44 | 20    |
| 24    | 35 a 39 | 24    |
| 40    | 30 a 34 | 32    |
| 32    | 25 a 29 | 20    |
| 8     | 20 a 24 | 16    |
| 20    | 15 a 19 | 12    |
| 28    | 10 a 14 | 16    |
| 20    | 5 a 9   | 28    |
| 28    | 0 a 4   | 8     |

## Economia
El 2007 la població en edat de treballar era de 435 persones, 315 eren actives i 120 eren inactives. De les 315 persones actives 292 estaven ocupades (152 homes i 140 dones) i 23 estaven aturades (6 homes i 17 dones). De les 120 persones inactives 47 estaven jubilades, 39 estaven estudiant i 34 estaven classificades com a «altres inactius».

### Ingressos
El 2009 a Sainte-Colombe-la-Commanderie hi havia 256 unitats fiscals que integraven 650 persones, la mediana anual d'ingressos fiscals per persona era de 18.590 €.

### Activitats econòmiques
Dels 32 establiments que hi havia el 2007, 1 era d'una empresa alimentària, 1 d'una empresa de fabricació de material elèctric, 2 d'empreses de fabricació d'altres productes industrials, 4 d'empreses de construcció, 7 d'empreses de comerç i reparació d'automòbils, 3 d'empreses de transport, 3 d'empreses d'hostatgeria i restauració, 2 d'empreses immobiliàries, 6 d'empreses de serveis, 1 d'una entitat de l'administració pública i 2 d'empreses classificades com a «altres activitats de serveis».
Dels 10 establiments de servei als particulars que hi havia el 2009, 1 era una oficina de correu, 3 tallers de reparació d'automòbils i de material agrícola, 2 paletes, 3 restaurants i 1 agència immobiliària.
Dels 2 establiments comercials que hi havia el 2009, 1 era una botiga de menys de 120 m² i 1 una llibreria.
L'any 2000 a Sainte-Colombe-la-Commanderie hi havia 6 explotacions agrícoles.

## Equipaments sanitaris i escolars
El 2009 hi havia una escola elemental.

## Poblacions més properes
El següent diagrama mostra les poblacions més properes.